# 澎湖國際海上花火節
23°34′07.2″N 119°33′44.7″E / 23.568667°N 119.562417°E
澎湖國際海上花火節是每年4月中旬至6月下旬間，於中華民國澎湖縣馬公市舉行觀賞煙火的大型觀光節慶活動。

## 緣起
2002年5月，澎湖外海發生「中華航空611號班機空難」，因而重創了澎湖的觀光產業，該年度遊客人數銳減。中華航空也為了補償此次空難為澎湖帶來的觀光衝擊，遂與澎湖縣政府於該年農曆七夕舉辦「千萬風情在菊島」活動。隔年（2003年）縣政府再次與各家航空業者及飯店等各業者合作正式舉辦「第一屆2003年澎湖海上花火節」活動，地點也移至觀音亭。
2004年，澎湖縣政府擴大規模舉辦「澎湖國際海上花火節」，邀請各家航空公司及民間業者一同加入活動籌備，至今已成為澎湖縣最具代表性之大型觀光活動。
2019年，在22場次的花火節施放中，觀光人次约42萬，為歷年來觀光人數新高。
2021年，原訂於4月22日至6月28日辦理，因國內疫情升溫、防疫警戒延續，最終停辦。這也是花火節19年來首度停辦。

## 特色
相較於其他縣市觀光花火活動，作為花火施放地點的觀音亭園區具有海灣環境、以及西瀛虹橋能襯托煙火，而且觀賞區腹地寬廣、鄰近馬公公車轉運站，能夠減少民眾移動時間和解決交通不便之狀況。此外為了使遊客擁有臨場震撼感，煙火施放地點與觀眾觀賞區只有約300公尺距離。煙火正式開始前的舞台活動，則邀請許多藝人及在地表演團體進行演出，搭配水舞及無人機表演。

## 外部連結
- 澎湖縣政府 （页面存档备份，存于）
- 澎湖國際海上花火節的Facebook專頁